# Municipio de Hartsgrove
El municipio de Hartsgrove (en inglés: Hartsgrove Township) es un municipio ubicado en el condado de Ashtabula en el estado estadounidense de Ohio. En el año 2010 tenía una población de 1597 habitantes y una densidad poblacional de 24,76 personas por km².

## Geografía
El municipio de Hartsgrove se encuentra ubicado en las coordenadas 41°36′47″N 80°57′42″O / 41.61306, -80.96167. Según la Oficina del Censo de los Estados Unidos, el municipio tiene una superficie total de 64.5 km², de la cual 64,48 km² corresponden a tierra firme y (0,03 %) 0,02 km² es agua.

## Demografía
Según el censo de 2010, había 1597 personas residiendo en el municipio de Hartsgrove. La densidad de población era de 24,76 hab./km². De los 1597 habitantes, el municipio de Hartsgrove estaba compuesto por el 97,81 % blancos, el 0,63 % eran afroamericanos, el 0,19 % eran amerindios, el 0,06 % eran asiáticos, el 0,13 % eran de otras razas y el 1,19 % eran de una mezcla de razas. Del total de la población el 0,44 % eran hispanos o latinos de cualquier raza.